# Нитрит калия
Нитри́т ка́лия (азотистокислый калий) — калиевая соль азотистой кислоты с формулой KNO2.
Представляет собой белый или слегка желтоватый кристаллический гигроскопический порошок.
Очень хорошо растворим в воде. На воздухе медленно окисляется до нитрата калия КNO3.
Пищевая добавка E249.
Используется как улучшитель окраски и консервант в пищевой промышленности в изделиях из мяса и рыбы.

## Свойства
Нитрит калия образует бесцветные или слегка желтоватые высоко гигроскопичные кристаллы,
моноклинной сингонии,
пространственная группа I m,
параметры ячейки a = 0,677 нм, b = 0,499 нм, c = 0,445 нм, β = 101,75°, Z = 2.
Очень хорошо растворим в воде,
растворение сопровождается понижением температуры.
Раствор имеет слабо щелочную реакцию из-за гидролиза по аниону.
Кристаллы разрушаются при 360 °C (до достижения точки плавления которая равна 440 °C или 441 °C, при 100 КПа по данным польской и английской Википедии и 438 °C при давлении в 101325 Па
, энтальпия плавления — 17 кДж/моль).
Выше этой температуры разлагается по схеме:
{\displaystyle {\mathsf {~4KNO_{2}\,\longrightarrow \,2K_{2}O+2N_{2}+3O_{2}}}}
Как и нитрит натрия является окислителем особенно при повышенных температурах и реагирует с металлами такими как алюминий (особенно в порошкообразной форме), обезвоженными соединениями аммония такими как сульфат аммония, цианидами и многими органическими соединениями.
На воздухе медленно доокисляется до нитрата калия {\displaystyle {\mathsf {~KNO_{3}}}}:
{\displaystyle {\mathsf {~2\,KNO_{2}+O_{2}\longrightarrow ~2\,KNO_{3}}}}
Нитриты можно выявить по характеристической реакции с сульфатом железа (II) в присутствии концентрированной серной кислоты (по образованию коричневого окрашивания).

## Нахождение в природе и способы получения
В природе, нитриты появляются на промежуточных этапах азотного цикла — как при нитрификации (присоединении азота к соединениям) так и при денитрификации (отсоединении азота от соединений). В промышленности нитрит калия получают при реакции оксидов азота с гидроксидом калия.
Получается при окислении свинца нитратом калия:
{\displaystyle {\mathsf {~KNO_{3}+Pb\,\longrightarrow \,KNO_{2}+PbO}}}
или в процессе термического разложения:
{\displaystyle {\mathsf {~2KNO_{3}\,\longrightarrow \,2KNO_{2}+O_{2}\uparrow }}}

## Применение
- Нитрит калия как пищевая добавка Е249 (консервант) используется аналогично другим нитритам и солям (хлоридом натрия и нитритом натрия) — предотвращает образование ботулотоксина (образуется при жизнедеятельности палочки Clostridium botulinum). При добавлении к мясу образует нитрозомиоглобин, имеющий характерный красный цвет, который можно наблюдать в большинстве продуктов питания (колбасы, сосиски, и др.). Употребление продуктов, содержащих нитрит калия, вызывает жажду.
- В Европейском союзе продажа нитрита калия для пищевых целей разрешена только в виде смеси с пищевой солью, с содержанием нитрита около 0,6 %[2]. C 2013 года сходные правила действуют в России.
- Нитрит калия применяется для диазотирования при производстве азо-красителей.
- Нитрит калия применяется в аналитической химии для распознавания аминов.
- Нитрит калия применяется в фотографии как сенсибилизатор.

## Токсичность и безопасность
Токсичен при проглатывании, при получении больших доз вызывает раздражение, цианоз, конвульсии, смерть (образует метгемоглобин). Раздражает кожу и глаза. Летальная доза LD50 для кроликов 200 мг/кг.
По данным Объединённого экспертного комитета ФАО/ВОЗ по пищевым добавкам (JECFA), допустимое суточное потребление (ДСП) нитрита калия составляет 0,06 мг/кг массы тела, установленное в 1995 году. В 2017 году, проводя переоценку безопасности нитрита калия, Европейское агентство по безопасности продуктов питания (EFSA) установило ДСП в количестве 0,07 мг/кг массы тела и сочла это количество безопасным для населения. Тем не менее, EFSA была обнаружена связь между потреблением нитритов с пищей и риском развития рака желудка в эпидемиологических исследованиях.

Основываясь на результатах систематического обзора, было невозможно чётко отличить нитрозамины, полученные из нитритов, добавленных в разрешённых количествах, от нитрозаминов, естественно существующих в продуктах без добавления внешнего нитрита. В эпидемиологических исследованиях были получены некоторые доказательства связи нитрита с пищей и рака желудка и комбинации нитрита+нитрата из обработанного мяса и колоректального рака. Были доказательства связи между предварительно сформированным нитрозамином и колоректальным раком.Оригинальный текст (англ.)Based on the results of a systematic review, it was not possible to clearly discern nitrosamines produced from the nitrite added at the authorised levels, from those found in the food matrix without addition of external nitrite. In epidemiological studies there was some evidence to link dietary nitrite and gastric cancers and the combination of nitrite plus nitrate from processed meat and colorectal cancers. There was evidence to link preformed NDMA and colorectal cancers.
— European Food Safety Authority. Re-evaluation of potassium nitrite (E 249) and sodium nitrite (E 250) as food additives. July 15, 2017
Несмотря на это, ещё не до конца понятно, с чем именно связано повышение риска развития рака; некоторые из предлагаемых факторов, способствующих этому, включают метод обработки, способ приготовления (например, температура) и могут частично быть результатом натуральных компонентов в мясе.
Согласно остальным данным, приемлемые безопасные уровни потребления нитритов для людей составляют 3,7-7 мг/кг в день. Поступление нитритов с пищей оценивается в 31-185 или 40-100 мг в день. В питьевой воде, согласно требованиям ВОЗ 1970 и 2004 годов, допускается содержание нитритов не более 44-50 мг на литр.